# تپه چقاماران
تپه چقاماران مربوط به دوران‌های تاریخی پس از اسلام است و در شهرستان کرمانشاه، روستای چقاماران واقع شده و این اثر در تاریخ ۷ مهر ۱۳۸۱ با شمارهٔ ثبت ۶۴۴۲ به‌عنوان یکی از آثار ملی ایران به ثبت رسیده است.